# Psilocybinhaltige Pilze

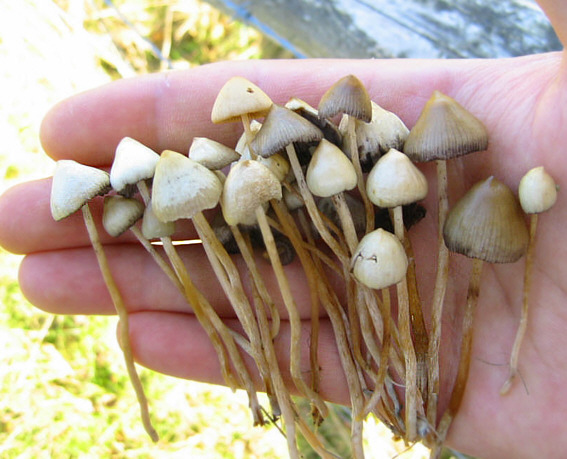
Frische Spitzkegelige Kahlköpfe

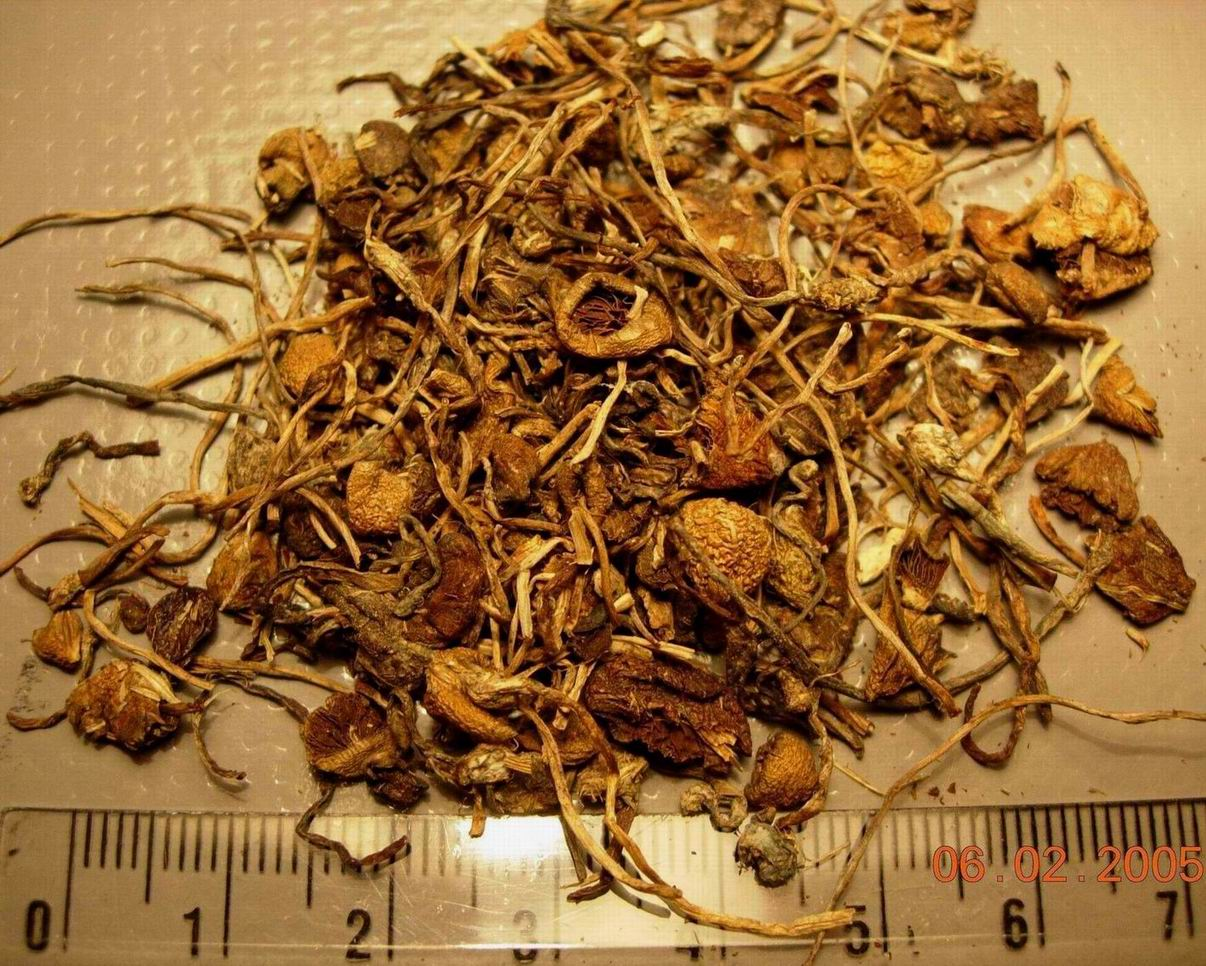
Getrocknete Spitzkegelige Kahlköpfe

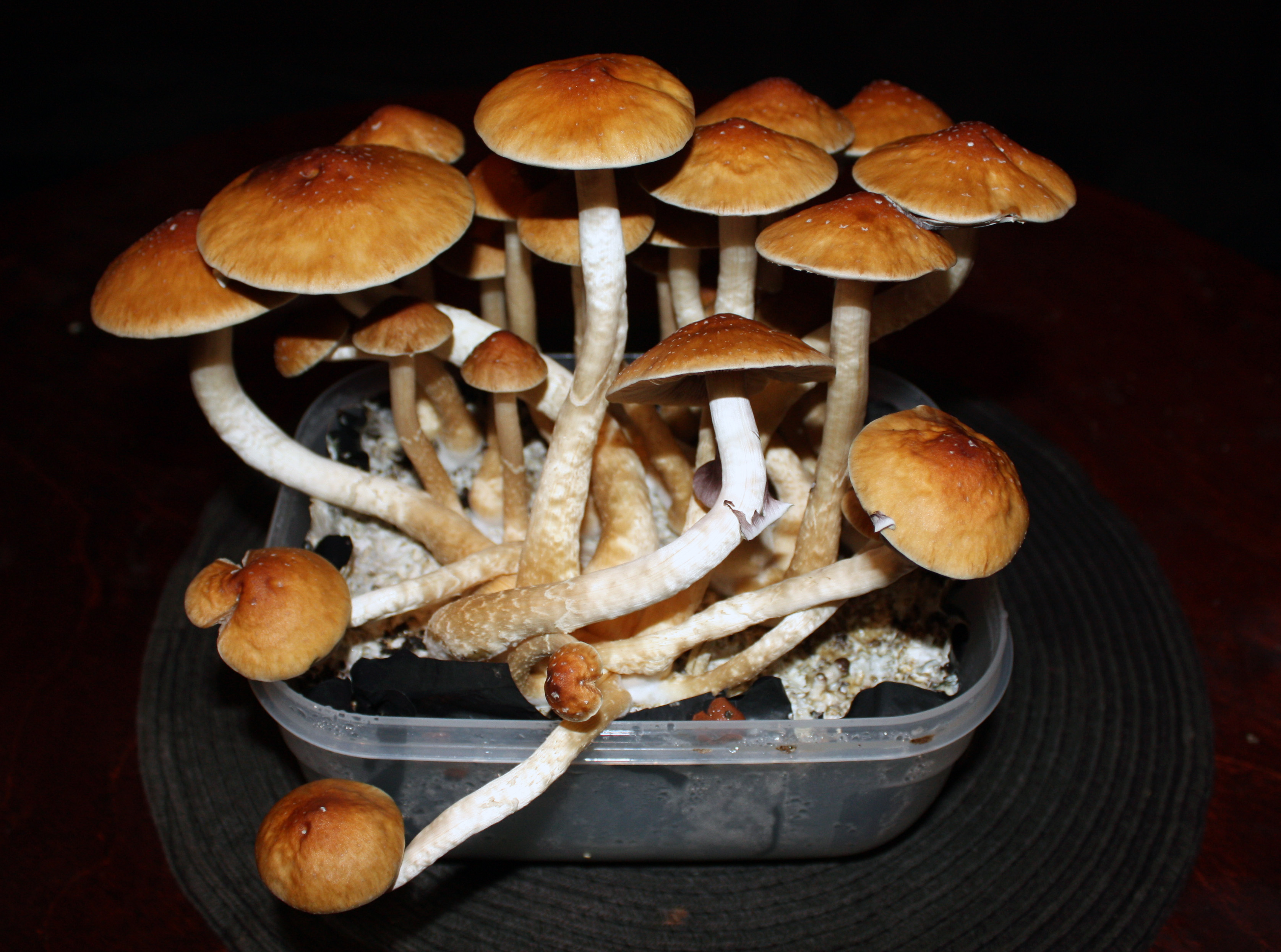
Im Haus aufgezogene Psilocybe cubensis

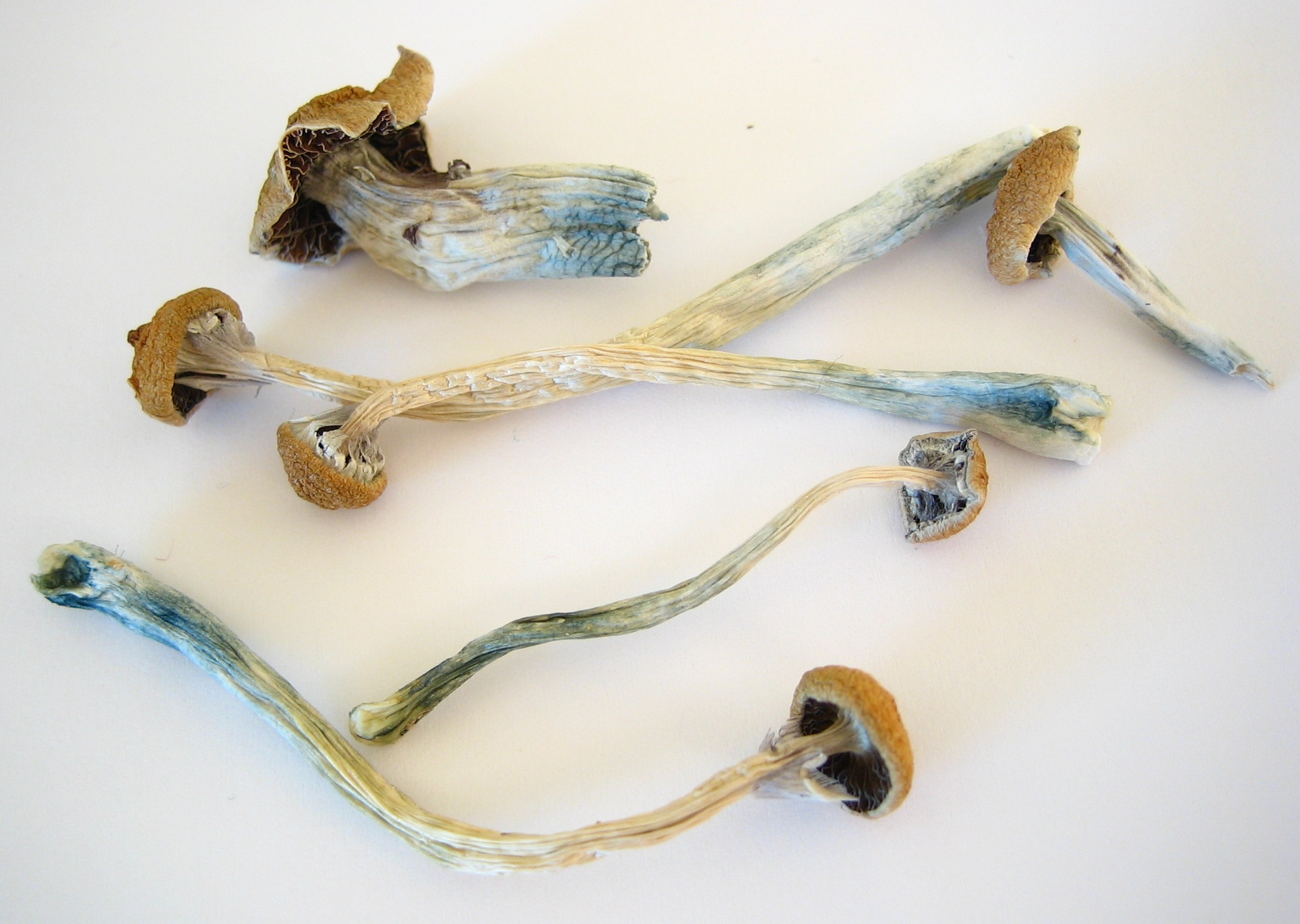
Psilocybe cubensis, getrocknet

Psilocybinhaltige Pilze sind eine Gruppe psychoaktiver Pilze, die auch als Zauberpilze, magic mushrooms oder halluzinogene Pilze bezeichnet wird. Weitere von Kultur zu Kultur unterschiedliche Bezeichnungen sind z. B. Fleisch der Götter in Teilen Amerikas, oder Narrische Schwammerl in Österreich. Westliche Konsumenten verwenden auch Begriffe wie Psilos, Shrooms, Paddo etc. Zu dieser Gruppe gehörende Pilze enthalten die psychedelisch wirkenden Substanzen Psilocybin und Psilocin. 
Psilocybinhaltige Pilze sind weltweit verbreitet; die meisten finden sich in der Gattung der Kahlköpfe. Insgesamt sind über 180 Arten bekannt. Besonders verbreitet in Mitteleuropa ist der Spitzkegelige Kahlkopf (Psilocybe semilanceata), der häufig auf natürlich gedüngten Weiden anzutreffen ist. Zum Kauf (legal oder illegal) werden oft Kubanische Kahlköpfe (Psilocybe cubensis) angeboten.

## Geschichte
Es wird angenommen, dass psilocybinhaltige und andere psychoaktive Pilze in vielen Kulturen bekannt waren und vor allem für religiöse Zwecke genutzt wurden. Erste Funde, die auf einen Gebrauch schließen lassen, datieren auf 1000 bis 500 v. Chr., weitere Belege für einen Gebrauch finden sich in den folgenden Jahrhunderten aus unterschiedlichen Kulturen, vereinzelt bis in die Gegenwart. Der traditionelle religiöse Gebrauch wird im Artikel Psychoaktive Pilze, Abschnitt Anwendung als Entheogene genauer dargestellt.

### Mittel- und Südamerika

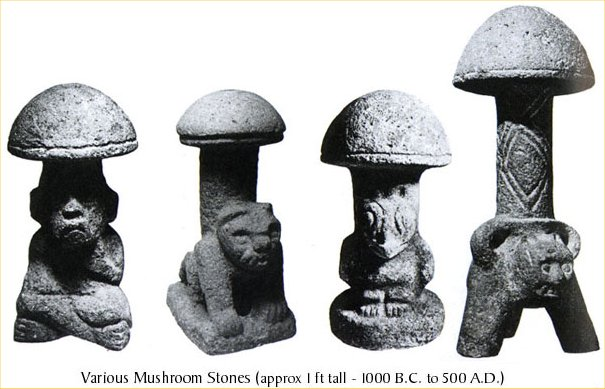
Pilzsteine, etwa 30 cm

Am bekanntesten ist die schamanische Nutzung psychoaktiver Pilze in Lateinamerika. Dort finden sich sogenannte Pilzsteine, die auf 1000–500 v. Chr. datiert werden. Das erste schriftliche Zeugnis einer Nutzung halluzinogener Pilze in westlichen Aufzeichnungen stellt das Buch Historia general de las cosas de Nueva España von Bernardino de Sahagún aus dem 16. Jahrhundert dar. Darin wird an mehreren Stellen der Gebrauch und die Wirkung des von den Azteken so bezeichneten „Teonanacatl“ (meist übersetzt als Fleisch Gottes/der Götter, heilige oder göttliche Pilze) dargestellt. So beschreibt er etwa eine Feier von Geschäftsleuten:

„Bei der festlichen Zusammenkunft […] aßen sie Pilze. Sie nahmen keine andere Nahrung ein; sie tranken die ganze Nacht nur Schokolade. Sie aßen die Pilze zusammen mit Honig. Als die Pilze zu wirken begannen, wurde getanzt und geweint […] Einige sahen in ihren Visionen, wie sie im Krieg starben […], einige, wie sie wohlhabend wurden und Sklaven kaufen konnten […], einige, wie sie Ehebruch begingen und wie sie dann gesteinigt und ihre Schädel eingeschlagen wurden […], einige, wie sie im Wasser ertranken […], einige, wie sie im Tod die Ruhe fanden […] Alle diese Dinge sahen sie. Als die Wirkung der Pilze nachließ, saßen sie zusammen und erzählten einander, was sie in ihren Visionen gesehen hatten.“

In späteren Aufzeichnungen der Kolonialisten über die indigenen Völker wird der Gebrauch von Pilzen seltener erwähnt. In den Augen der christlichen Missionare waren die Rituale heidnisch und daher zu bekämpfen. Insbesondere die Annahme der Indios, dass durch bestimmte Pflanzen oder hier Pilze Gott direkt zu ihnen spreche, stand im Gegensatz zur christlichen Heilslehre, in der die Kirche das Wort Gottes verkündet. Für die christlichen Missionare sprach der Teufel aus den Pilzen. Aufgrund dessen wurden die Rituale immer mehr zu Geheimkulten, weshalb sie wohl auch erst zu Mitte des 20. Jahrhunderts im Westen wiederentdeckt wurden. Die in Mittelamerika vorkommenden Arten werden zum Teil noch immer in schamanistischen Ritualen verwendet. Sie dienen oder dienten der Kontaktaufnahme mit Ahnen oder Göttern, wurden in Heilritualen eingesetzt, und auch zu rituell-feierlichen Anlässen genutzt.

### Entdeckung und Erforschung im Westen
Die Existenz psychoaktiver Pilze, wie sie in frühen Zeugnissen aus Mittelamerika beschrieben wurden, wurde von vielen für unwahrscheinlich oder einen Mythos gehalten. 1915 kam beispielsweise der Ethnobotaniker W. Safford nach einigen Studien zum Schluss, dass die Aufzeichnungen früher Kolonialisten ein Irrtum seien. Er nahm an, dass der getrocknete Peyote-Kaktus versehentlich für einen Pilz gehalten worden war. Dagegen äußerte der aus Österreich stammende mexikanische Arzt Blas Pablo Reko ab den 1920er Jahren immer wieder die Behauptung, dass die Pilze tatsächlich existieren würden, identifizierte diese jedoch als Fliegenpilze. Letztlich gelang es erst R. Gordon Wasson und seiner Frau Dr. Valentina Pavlovna Wasson mit Hilfe der Schamanin Maria Sabina die Existenz der Pilze zur Mitte des Jahrhunderts zu beweisen. Nach dem Zusammentragen von Hinweisen aus der Literatur kamen sie zu dem Schluss, diese in Mexiko zu suchen. 1953 konnte Wasson ein Pilz-Ritual beobachten, das Elemente christlicher und traditioneller Religion enthielt. 1955 konnte er gemeinsam mit Allen Richardson selbst aktiv an einer Zeremonie teilnehmen und sich so von der Wirkung überzeugen.
1956 unternahm er mit dem französischen Mykologen Roger Heim eine weitere Expedition und Teilnahme an einem Ritual. In Folge wurden von Heim entsprechende Pilze gesammelt, kultiviert und bestimmt. Zwischen 1953 und 1962 unternahm Wasson insgesamt zehn Feldstudien, unter anderem mit Personen wie Gastón Guzmán oder Albert Hofmann. Diesem gelang es schließlich 1958, den Hauptwirkstoff Psilocybin sowie das Psilocin zu isolieren. In den letzten 20 Jahren publizierte J. Gartz die meisten Arbeiten zur Chemie der Pilze in führenden botanischen Zeitschriften. Weitere Publizisten zur Mykologie und Ethnobotanik sind P. Stamets, J. Ott sowie G. Samorini mit einer großen Anzahl Artikeln und mehreren Büchern.

### Pilzkultur im Westen
Breite Bekanntheit erlangten psychoaktive Pilze im Mai 1957 durch einen von Gordon Wasson verfassten Life-Artikel sowie einen von Valentina Wasson verfassten Bericht im Magazin This Week, in dem sie ihre Erkenntnisse darlegten. Ähnlich wie LSD wurden die Pilze innerhalb von alternativen Gesellschaftsgruppen konsumiert, wie auch teilweise in Künstler- und Intellektuellenkreisen (siehe auch psychedelische Kunst). Sie erlangten jedoch nie die Bedeutung von LSD.
Ab den 1990er Jahren verstärkte sich das Interesse an psychoaktiven Pilzen wieder. Dies wurde zurückgeführt auf den entstandenen kommerziellen Vertrieb in Smartshops und ebenso in Verbindung gebracht mit einem zunehmenden Trend „Zurück zur Natur“ sowie vollkommen veränderten Vertriebs- und Informationsmöglichkeiten durch das Internet. Die Smartshops agierten in unklaren gesetzlichen Bereichen bzw. vom Gesetzgeber offengelassenen oder geduldeten Lücken. In Smartshops wurden nicht nur fertige Pilze verkauft, sondern auch Material zum Eigenanbau. Es wurde auf die seit den 1960er Jahren entwickelten Techniken zur Kultivierung von Pilzen unter einfachen Bedingungen zurückgegriffen, die wesentlich durch Experimente mit psychoaktiven Pilzen vorangetrieben wurden. So waren Pilze nicht nur in vielen Gegenden sammelbar, sondern ebenso legal oder illegal käuflich erhältlich, genauso wie die Materialien und das Wissen über ihre Aufzucht. Während der Verkauf in den Niederlanden de facto legalisiert wurde, begann ab den 2000er Jahren ein Trend zu einer Verschärfung der gesetzlichen Lage in einigen Ländern Europas, was schließlich auch wieder zu einer Verschärfung der niederländischen Gesetze führte. Es finden sich trotzdem weiterhin im EU-Raum legale oder halblegale Angebote, was den Pilzen eine Sonderstellung ähnlich dem Cannabis einräumt, wenn auch meist restriktiver. Ähnlich dem Cannabis gibt es im Internet auch Interessengruppen, meistens in Form von Informationsforen, worauf auch die Europäische Beobachtungsstelle für Drogen und Drogensucht zum Informationsgewinn zurückgreift.
Der Konsum von Pilzen blieb immer ein gesellschaftliches Randphänomen, wie auch die Einnahmen bei den meisten Konsumenten auf einige Versuche beschränkt bleibt. Die größte Benutzergruppe stellen drogenerfahrene Personen dar. Auch für spirituelle und selbstfindende oder bewusstseinserweiternde Zwecke werden psilocybinhaltige Pilze konsumiert.

## Arten und Verbreitung

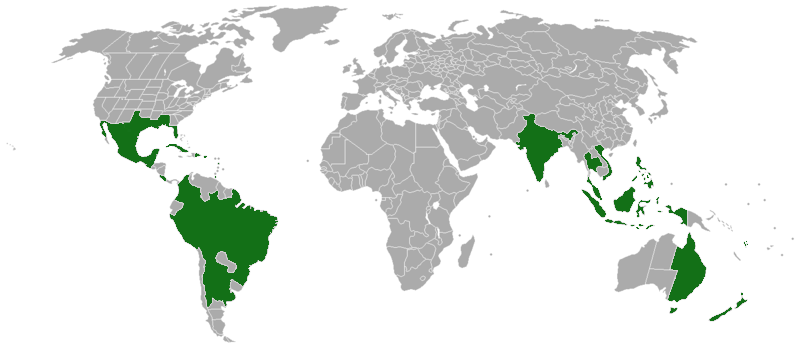
Angenommene Verbreitung Psilocybe cubensis. Anmerkung: Eine Verbreitung des Pilzes ist auch für Südafrika nachgewiesen.

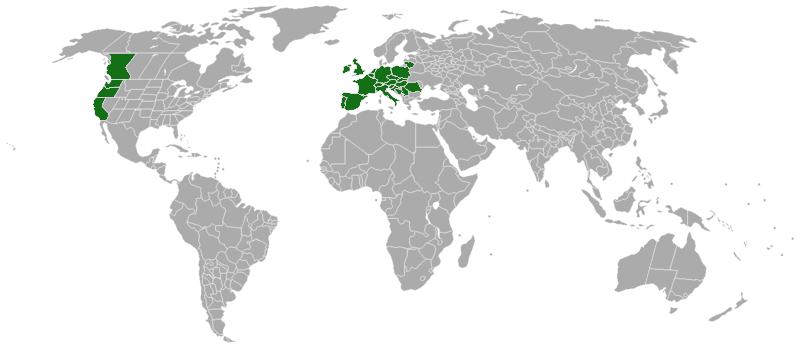
Angenommene Verbreitung Psilocybe cyanescens

Insgesamt sind weltweit 186 Arten bekannt, davon 116 in der Gattung Psilocybe (Kahlköpfe). Weitere Arten finden sich in den Gattungen Gymnopilus (Flämmlinge) (14), Panaeolus (Düngerlinge) (13), Copelandia (12), Hypholoma, Inocybe, Pluteus (jeweils 6), Conocybe, Paneolina (jeweils 4), Gerronema (2), Agrocybe, Galerina und Mycena (jeweils 1).
Im Spätsommer und Herbst wächst in Deutschland und den Nachbarländern oftmals der Spitzkegelige Kahlkopf auf natürlich gedüngten Weiden. Jedoch breitete sich Psilocybe cyanescens auf Holzresten in den letzten 15 Jahren stark aus und ist lokal in Massen zu finden, wie z. B. in Mitteldeutschland. Ihre starke Blauverfärbung bei Druck und im Alter ist für den Pilz charakteristisch und sonst in Europa nur noch bei den Röhrlingen zu finden, die jedoch nicht psychoaktiv sind. Auch im Grünlichgrauen Dachpilz (Pluteus salicinus) wurden die psychoaktiven Substanzen Psilocybin und Psilocin nachgewiesen. Psilocybe-Pilze können verhältnismäßig leicht mit anderen Arten verwechselt werden, von denen einige tödliche Vergiftungen auslösen können (z. B. Galerina marginata, Galerina autumnalis oder Galerina venenata).

## Gehalte psychoaktiver Stoffe
Der Gehalt an Psilocybin und Psilocin in Pilzen variiert signifikant zwischen unterschiedlichen Spezies und auch innerhalb dieser, über unterschiedliche Variationen bis hin von Pilz zu Pilz. Auch ist der Wirkstoffgehalt innerhalb der Pilze unterschiedlich verteilt. Bei der Spezies Psilocybe samuiensis wurde beispielsweise die höchste Konzentration in der Kappe nachgewiesen. Der Gehalt an Psilocybin und Psilocin liegt in getrockneten Pilzen oftmals zwischen 0,1 % und 2 % des Gewichts bzw. zwischen 0,01 % und 0,2 % in frischen Pilzen, er kann diese Werte aber auch deutlich übersteigen.
| Name                      | Psilocybin [%] | Psilocin [%] | Baeocystin [%] | Total [%]   |
| ------------------------- | -------------- | ------------ | -------------- | ----------- |
| Conocybe cyanopus         | 0,45–0,93      | 0,00–0,70    | 0,03–0,10      | 0,48–1,73   |
| Conocybe smithii          | n/a            | n/a          | 0,40–0,80      | 0,40–0,80+  |
| Gymnopilus validipes      | 0,12           | –            | –              | 0,12+       |
| Panaeolus cyanescens      | 2,5 –          | 1,194 –      | n/a –          | 3,694+ 2,95 |
| Psilocybe azurescens      | 1,78           | 0,38         | 0,35           | 2,51        |
| Psilocybe baeocystis      | 0,85           | 0,59         | 0,10           | 1,54        |
| Psilocybe bohemica        | 1,34           | 0,11         | 0,02           | 1,47        |
| Psilocybe cubensis        | 0,630          | 0,600        | 0,025          | 1,255       |
| Psilocybe cyanescens      | 0,85           | 0,36         | 0,03           | 1,24        |
| Psilocybe cyanofibrillosa | 0,21           | 0,04         | n/a            | 0,25+       |
| Psilocybe hoogshagenii    | 0,60           | 0,10         | n/a            | 0,70+       |
| Psilocybe liniformans     | 0,16           | n/a          | 0,005          | 0,17+       |
| Psilocybe semilanceata    | 0,98           | 0,02         | 0,36           | 1,36        |
| Psilocybe stuntzii        | 0,36           | 0,12         | 0,02           | 0,5         |
| Psilocybe tampanensis     | 0,68           | 0,32         | n/a            | 1,00+       |
| Psilocybe weilii          | 0,61           | 0,27         | 0,05           | 0,93        |

## Wirkungen
| Menge     | Wirkung                                        |
| --------- | ---------------------------------------------- |
| 3–6 mg    | Schwellenwert, leichter Rauschzustand          |
| 5–10 mg   | halluzinogene, noch antriebssteigernde Wirkung |
| ~10 mg    | typische Konsumdosis                           |
| 10+ mg    | verstärkte halluzinogene Wirkung               |
| ~20 mg    | hohe Konsumdosis                               |
| 20+ mg    | starke halluzinogene Wirkung                   |
| 30+ mg    | Höchstdosis                                    |
| 20.000 mg | vermutete letale Dosis                         |

Strukturformel des Psilocybins

Strukturformel des Psilocins

Die Wirkung der Pilze ähnelt jener von LSD, ist aber von kürzerer Dauer. Generell ist eine Veränderung der Wahrnehmung und des Bewusstseins zu beobachten. Wie bei vielen psychedelischen Drogen sind die Effekte sehr individuell und können bei unterschiedlichen Konsumenten unterschiedlichste Effekte hervorrufen. Verfassung des Konsumenten, Umgebung (Set und Setting) sowie die Dosis sind von entscheidender Bedeutung. Die Wirkung tritt etwa 10 bis 120 Minuten nach der Einnahme auf, erreicht ihren Höhepunkt nach 1,5–3 Stunden und dauert etwa 3–8 Stunden. In seltenen Fällen kann die Wirkung länger andauern. Durch die Veränderung der Zeitwahrnehmung kann sie länger erscheinen. Das Niedrigdosieren von psilocybinhaltigen Pilzen im Schwellenbereich unterhalb bzw. innerhalb der Effektivdosis wird Microdosing bzw. Minidosing genannt.

### Wirkungsmechanismus
Es besteht heute Einigkeit darüber, dass die Wirkung der psychoaktiven Sekundärsubstanz Psilocin, wie bei anderen psychedelischen Substanzen, vor allem über den Serotonin-Rezeptor des Typs 5-HT2A ausgelöst wird.
Neuronale Erregung über diesen Rezeptor führt ihrerseits zu einer Zunahme GABA-vermittelter, hemmender Signale in wichtigen Schaltzentren des Gehirns. Untersuchungen der sichtbaren Wirkung von Psilocin im Gehirn durch bildgebende Verfahren zeigten denn auch mehrere bedeutende Zentren mit herabgesetzter Aktivität. Je stärker die von den Versuchspersonen erlebte Wirkung von Psilocin war, umso mehr war die neuronale Aktivität dieser Zentren herabgesetzt. Gehirnregionen gesteigerter Aktivität wurden dagegen – zur Überraschung der Forscher – nicht gefunden. Als mögliche Erklärung wurde vorgeschlagen, dass durch Psilocin das normale Gleichgewicht neuronaler Informationsflüsse gestört wird.
Neben den hauptsächlich wirkenden Tryptaminen Psilocybin und Psilocin enthalten Psilocybin-Pilze oft auch die ähnlich aber schwächer wirkenden Stoffe Baeocystin und Norbaeocystin sowie Harman-Alkaloide. Psilocin ist ein Hydrolyse-Produkt des Psilocybins und als solches die eigentlich psychoaktive Form des Psilocybins. Im Körper wird Psilocybin durch Abspaltung einer Phosphatgruppe in Psilocin überführt. Beide Stoffe ähneln dem Neurotransmitter Serotonin. Psilocin ist ein Partialagonist mit hoher Affinität am 5-HT2A-Rezeptor („Serotonin-Rezeptor“) und gehört damit zu den klassischen Halluzinogenen. Es wirkt jedoch nicht wie LSD auf die Dopamin-Rezeptoren.

### Wirkung auf die Psyche
Es gibt keinen Konsens darüber, mit welchem Begriff die Wirkung der Pilze am besten beschrieben werden kann. Allgemein sind die Wirkstoffe der Pilze psychoaktiv bzw. psychotrop, d. h. die Psyche verändernd. Aldous Huxley prägte mit seinem Text The Doors of Perception aus 1954 über seine Versuche mit Meskalin den Begriff Halluzinogen. Dementsprechend werden die Pilze auch oftmals definiert, was jedoch problematisch ist, da äußerst selten echte Halluzinationen auftreten und auch Pseudohalluzinationen und andere Veränderungen im Sehen nur einen Aspekt der Wirkung darstellen, der erst bei moderaten Dosen und in voller Entfaltung erst in hohen Dosen auftritt, während andere Veränderungen des Bewusstseins ausgeklammert werden. Pilze wurden in Anschluss an Humphry Osmond oder auch Timothy Leary als psychedelische Substanzen, d. h. „die Seele hervorbringende“ Stoffe definiert. Eng an diese Vorstellung anknüpfend wird auch von bewusstseinsverändernden Stoffen gesprochen. Sowohl der Begriff Halluzinogen als auch der Begriff Psychedelika wurde von Ethnopharmakologen, unter anderem Gordon Wasson, als entlehnt aus der psychiatrischen Medizin kritisiert. Halluzinationen würden oftmals mit Psychosen in Verbindung gebracht und die Wahl dieses Begriffs bedeute daher eine Verkennung der Wirklichkeit. Um traditionelle Rauschmittel und deren Wirkung zu beschreiben, wählten sie den Begriff „entheogen“, was bedeuten sollte, dass die Stoffe „in einem selbst Gott hervorbringen“ würden. Es wurden bei dieser Definition besonders die oftmals auftretenden Einsichten, Inspirationen, und mystischen oder spirituellen Erlebnisse betont.
Da Psilocybin ähnlich wie LSD wirkt, kann auch für dieses angenommen werden, dass es eine Art Modellpsychose hervorruft. Psychosen, die Wirkung halluzinogener Stoffe und der Traumvorgang werden mit ähnlichen Vorgängen im Gehirn in Zusammenhang gebracht und weisen ähnliche Muster in Verlauf und Wahrnehmung dieser Erlebnisse auf. Es tritt eine veränderte Wahrnehmung und Empfindung der eigenen Person und der Umwelt ein. Die Wirkung ist prinzipiell sehr variabel, sie kann sowohl größte Glücksgefühle als auch schlimmste Ängste hervorrufen. Als positive Effekte werden oftmals beschrieben: Euphorie, Lachdrang, kreativer, philosophischer Gedanken- und Ideenfluss, assoziative Lockerung, verwunderliche Wahrnehmungen, Alltägliches erscheint faszinierend, ein tiefgehendes Verständnis der Dinge, lebensverändernde, oft als spirituell erlebte Erfahrungen. Des Weiteren wurde das paradoxe Gefühl beschrieben, zugleich eine normale und eine stark veränderte Psyche zu besitzen, emotional sensibel zu sein (Entaktogen), eine besondere Verbindung oder Einheit mit anderen Menschen oder der Welt zu empfinden, ein verändertes Zeit- und Raumgefühl zu besitzen. Es können verdrängte, bzw. sich im Unbewussten befindende Gedanken oder Erinnerungen hervortreten. Dies geht oftmals mit kurzfristig als tiefgehend und lebensverändernd empfundenen Erlebnissen oder Einsichten einher. Gleichzeitig besteht gerade durch die Reaktivierung von unterdrückten Erinnerungen oder Empfindungen auch die Gefahr, während der Wirkung ein schmerzhaftes Erlebnis oder Gefühl zu durchleben. Es können angstvoll erlebte Derealisations- und Depersonalisationsprozesse auftreten. Da die Reizverarbeitung beeinflusst ist, kann gerade bei vielen äußeren Reizen eine Reizüberflutung eintreten, die verwirrend oder beängstigend wirkt.

### Somatische Wirkung
Einige oftmals beobachtete Wirkungen sind gesteigerte Energie und Herzschlag, körperliches Wohlgefühl, erweiterte Pupillen, Entspanntheit, Muskelentspannung, Appetitverlust, Kältegefühl in den Extremitäten, leichter Schwindel; seltener Übelkeit, Schwächegefühl, Schüttelfrost, Muskel-, Bauchschmerzen. Somatische Nebenwirkungen, die gemeinhin von geringer Bedeutung sind, können auch durch das Pilzmaterial selbst, und nicht den Wirkstoff, bedingt sein.

### Eigen- und Fremdwahrnehmung

#### Allgemeines
Es finden je nach Dosis im Rahmen einer allgemeinen Veränderung der Wahrnehmung mehr oder minder ausgeprägte Änderungen im Seh-, Hör- und Tastsinn statt. Den Sehsinn betreffend ist eine verstärkte Wahrnehmung von Farben und Kontrasten zu beobachten sowie eine verstärkte Sehschärfe, und Lichter werden außergewöhnlich hell empfunden. Oberflächen erscheinen, als würden sie sich kräuseln, schimmern oder atmen. Es finden komplexe Visionen von Gegenständen oder Bildern bei geöffneten oder geschlossenen Augen statt. Objekte verziehen, verwandeln sich oder ändern ihre Farbe. Ein Gefühl des Verschmelzens mit der Umwelt kann eintreten. Geräusche werden klarer gehört, Musik kann an Rhythmus und Tiefe gewinnen. Teilweise wird von Synästhesien berichtet, wie Töne zu sehen, Farben zu schmecken und ähnliche.

#### Einteilung in Phasen
In einer frühen Studie (1961) mit Medizinern als Versuchspersonen wurde versucht, die Wirkung in unterschiedliche Phasen zu unterteilen. Dabei wurden sowohl äußerlich beobachtbare Veränderungen als auch subjektive Wahrnehmungen erfasst.
Als erste Phase wurde eine Wendung nach Innen definiert, die etwa 15–25 Minuten nach Einnahme auftrat und nur geringe äußere Anzeichen zeigte. So wurde eine Verringerung der typischen Zuwendungshaltung zu Gesprächspartnern, nämlich sich nach vorne zu lehnen, festgestellt. Es trat eine Verringerung der Mimik und Gestik auf, die Stimme wurde leiser, melodischer, die Stimmhöhe stieg an; ein gehäuftes Seufzen wurde festgestellt. Die Versuchspersonen beschrieben in dieser Phase ein verändertes Körpererleben, das als merkwürdig, fremdartig oder gar beängstigend empfunden wurde.
Als zweite Phase wurde eine Wendung nach Außen definiert, die etwa 30–60 Minuten nach Einnahme auftrat. Es wurden lebhaftere Bewegungen und ein häufigerer Haltungswechsel verzeichnet. Es kam zu einer Verstärkung von Mimik und Gestik, Anzeichen von Bewusstseinstrübung waren nicht gegeben. Es wurde eine Faszination an Gegenständen der unmittelbaren Umgebung vernommen, und eine nur bedingte Zuwendung zu Gesprächspartnern. Oftmals wurde auch von Lachen berichtet. Die Sprechstimme war wie zuvor verändert, Sätze wurden oft nicht beendet. Die Versuchspersonen beschrieben eine Veränderung des visuellen Erlebens. Ihre Umgebung nahmen sie affektbetont, ästhetisch, und auf das eigene Erleben bezogen wahr. Der Raum außerhalb des faszinierenden Erlebens wurde zunehmend unbedeutend.
Als eine dritte Phase wurde die Versunkenheit definiert, die etwa 90–120 Minuten nach Einnahme auftrat, jedoch nur bei höheren Dosen von etwa 10 mg, bzw. 0,15 mg pro kg Körpergewicht. Es wurde ein Rückgang der Motorik gegenüber der vorherigen Phase bis zu öfterer Bewegungslosigkeit und eine grundsätzlich schlaffere Haltung festgestellt. Ebenso kam es zu einem Rückgang der Mimik, oftmals zu einem starren Blick, jedoch zu keinen Anzeichen von Bewusstseinstrübung. Ein weiterer Rückgang des Redebedürfnisses wurde verzeichnet. Gleichzeitig kam es zu einer radikalen Veränderung der Sprechstimme. Sie zeichnete sich aus durch eine (sehr) geringe Lautstärke, eine Verminderung in Dynamik, Tonhöhe und Melodik, und konnte auch als monoton und akzentlos bezeichnet werden. Innerlich wurde von einigen Versuchspersonen eine Versunkenheit nach innen festgestellt, von anderen einer Versunkenheit nach außen, bei der die Faszination der Außenwahrnehmungen im Zentrum stand. Angaben über den Zustand und das Erleben während dieser Phase fielen den Testpersonen schwer. Sie erschienen ihnen in Worten unvermittelbar. Generell waren Derealisations- und Depersonalisationsprozesse gegeben.

## Unerwünschte Wirkungen und Gefahrenpotential

Vergleich der Schadenspotenziale geläufiger psychotroper Substanzen und psilocybinhaltiger Pilze in Großbritannien (nach David Nutt, 2010)

Vergleich von Abhängigkeitspotential und Verhältnis zwischen üblicher und tödlicher Dosis verschiedener psychoaktiver Substanzen und Psilocybin/psilocybinhaltiger Pilze nach R. S. Gable

In einer Klassifikationstudie zur Schädlichkeit von Drogen für Individuum und Umfeld aus Großbritannien 2010 wurden psychoaktive Pilze als am wenigsten schädliche der untersuchten Drogen klassifiziert. Die nicht-abhängigkeitserzeugende Wirkung und die geringe Giftigkeit der Wirkstoffe sind dabei entscheidende Faktoren. Gefahren beim Konsum von Pilzen bestehen vor allem in psychischen Gesundheitsrisiken, in Unfällen und der Verwechslung mit anderen Pilzen. Risikobewertungen von 2000 und 2007 durch das Coordination Centre for the Assessment and Monitoring of new drugs (CAM) für das niederländische Gesundheitsministerium und ein Review von 2011 kommen zu ähnlichen Einschätzungen. Die Berichte des CAM kamen zu dem Schluss, dass das physische und psychologische Abhängigkeitspotential der Pilze gering sei. Die akute Toxizität sei moderat und die chronische Toxizität niedrig. Die kombinierte Verwendung von Pilzen und Alkohol und die geistige Einstellung, mit welcher die Zauberpilze verwendet würden, verdienten jedoch Aufmerksamkeit.

### Abhängigkeitspotenzial und somatische Risiken
Pilze rufen keine physische oder psychische Abhängigkeit oder Entzugserscheinungen hervor.:S. 22. Ihre Wirkstoffe gelten daher als nicht-abhängigkeitserzeugende Substanzen. Der Bewusstseinsforscher Ronald Siegel beschrieb 1981, als Sachverständiger der WHO, dass Konsumenten die Pilze im Durchschnitt höchstens zehnmal nahmen, und dies in Abständen von mehreren Wochen. Beim Konsum von Pilzen an mehreren Tagen hintereinander bildet sich eine Toleranz aus, die jedoch nach einigen Tagen wieder verschwindet.
Die US-amerikanischen Centers for Disease Control and Prevention bewerten Psilocybin weniger toxisch als Acetylsalicylsäure. Die angenommene tödliche Dosis übersteigt eine durchschnittliche Konsumdosis um das 2000-fache. Es wird gemeinhin angenommen, dass eine Wirkstoff-Überdosierung mit Todesfolge mit psilocybinhaltigen Pilzen allein aufgrund der Menge an zu konsumierendem Pilzmaterial nahezu unmöglich ist. Es sind keine Verursachungen von Organschäden bekannt.
In Kombination mit Antidepressiva aus der Gruppe der MAO-Hemmer kommt es zu einer Wechselwirkung, welche die Aspekte Verstärkung und Verlängerung beinhaltet.

### Psychische Risiken und Unfälle
Es können Angststörungen und Panikattacken eintreten (sogenannter „Horrortrip“, teilweise auch länger anhaltend, Hallucinogen persisting perception disorder). Grundsätzlich besteht die Gefahr der Aktivierung einer latent vorhandenen Psychose. Bei starker Erregung ist unter anderem medizinische Behandlung indiziert. „Goodman & Gilman’s The Pharmacological Basis of Therapeutics“ schlägt hier 20 mg Diazepam peroral vor. Beruhigende Gespräche haben sich als wirksam erwiesen und sind daher als erste Maßnahme angezeigt. Antipsychotika können das Erleben verstärken und sind daher nicht angezeigt.
Aus der veränderten Wahrnehmung der Umwelt können während der Psilocybin-Wirkung für den Konsumenten und das Umfeld Risiken entstehen, beispielsweise die falsche Einschätzung von Gefahren beim Überqueren stärker befahrener Straßen oder beim Lenken eines Fahrzeugs.
Das Erleben eines Horrortrips (englisch bad trip), also eines negativ empfundenen Rauscherlebnisses, hängt einerseits mit der grundsätzlichen Erwartungshaltung an den Konsum und der subjektiven Bewertung eines Erlebnisses zusammen, andererseits mit der Umgebung sowie mit der Dosierung. Häufigkeit, Stärke, Art und Inhalt negativer Empfindungen sind ebenso individuell und unterschiedlich wie die Wirkung der Pilze im Allgemeinen. Negative Empfindungen sind wie die Wirkung im Allgemeinen entscheidend durch die Verfassung des Konsumenten, die Umgebung (Set und Setting) sowie durch die Dosierung geprägt. Akute Verwirrungs-, Angst- und Panikzustände sind insbesondere bei schlechten Ausgangsfaktoren, wie beispielsweise einem bedrohlichen Umfeld, psychischen Problemen, fehlendem Wissen oder hohen Dosierungen, wahrscheinlich. Sie führen jedoch bei den meisten Konsumenten zu keinen längerfristigen psychischen Beeinträchtigungen und verschwinden mit dem Abklingen der Wirkung. Ein Horrortrip kann jedoch ebenso der Auslöser bzw. die erste Erscheinung einer latent vorhandenen Psychose sein.
Es gibt keine gesicherten Angaben über die Häufigkeit von schlechten Trips oder Horrortrips, was neben wenigen Studien auch mit der prinzipiellen Problematik einer stark subjektiven Wirkung der Substanz und der subjektiven Bewertung eines Erlebnisses verbunden ist. Es gibt unterschiedliche Studien und Erhebungen, die eine grobe Einschätzung ermöglichen. In einer Studie über die Häufigkeit von schlechten Trips zwischen der Popularisierung psychedelischer Stoffe Anfang der 1960er Jahre bis 1975 wurde ein kontinuierlicher Rückgang beobachtet. Wurden in den ersten Jahren von etwa 50 % der Befragten schlechte Trips berichtet, sank diese Zahl bis 1975 auf etwa 30 %. Dies wurde zurückgeführt auf das in den Konsumentenkulturen produzierte Wissen die Anwendung psychedelischer Stoffe betreffend.
Das britische Musikmagazin Mixmag führte 2005 eine Erhebung durch, bei der etwa ein Viertel der teilnehmenden Pilzkonsumenten angab, im Vorjahr eine Panikattacke erlebt zu haben. Gleichwohl gaben in einer späteren Umfrage des Magazins alle Befragten zu 21 % an, wegen psychischer Probleme behandelt worden zu sein. Zugleich waren die meisten Befragten Konsumenten vieler anderer psychoaktiver Substanzen, weshalb ein Rückschluss auf die Pilze unter diesen Umständen nur bedingt möglich ist.
In einer Studie aus dem Jahr 2006, bei der 36 Testpersonen eine hohe Dosis Psilocybin (30 mg / 70 kg) verabreicht wurde, um spirituelle Erlebnisse genauer zu untersuchen, berichteten elf Testpersonen von erheblichen Ängsten während einer Phase der Wirkung, vier von Ängsten während eines erheblichen Zeitraums, und vier weitere sahen das Erlebnis durch Ängste dominiert. Zugleich ordneten 67 % der Testpersonen den Rausch nach zwei Monaten als eine der fünf bedeutungsvollsten Erfahrungen im Leben ein, und 71 % als eine der fünf spirituell bedeutendsten Erlebnisse im Leben.

### Pilzverwechslung
Es besteht die Gefahr, halluzinogene Pilze mit Giftpilzen zu verwechseln. In den Jahren ab 1980 und besonders nach 1995 sind in Mittel- und Süddeutschland mehrere Verwechslungen vorgekommen, bei denen besonders Psilocybe cyanescens spontan im Garten auf Holzresten wuchs und sowohl für den Hallimasch als auch für den Kulturträuschling gehalten wurde.

## Konsum
Innerhalb des europäischen Raums haben je nach Land etwa 0–8 % der 15- bis 24-jährigen zumindest einmal in ihrem Leben psychoaktive Pilze konsumiert, am meisten in den Niederlanden und Tschechien sowie Großbritannien und Deutschland, am wenigsten in Litauen, Ungarn, Frankreich und Polen. Ein Konsum im letzten Jahr liegt bei 0–5 %, ein Konsum im letzten Monat bei 0–1,5 %. Der erste Konsum findet statistisch betrachtet oftmals im 18. oder 19. Lebensjahr statt. Personen, die auch schon einmal andere Halluzinogene, Ecstasy, Amphetamine oder Kokain konsumiert haben, neigen besonders dazu, auch Pilze zu konsumieren. Die Konsumrate von Pilzen liegt bei Personen aus der Clubbingszene höher als im Durchschnitt. Es wird angenommen, dass es mehr männliche als weibliche Konsumenten gibt.
Die meisten Konsumenten betrachten den Pilzkonsum als Experiment und stellen den Konsum von Pilzen nach einigen Versuchen wieder ein. Die Wirkung bzw. der Rausch wird oftmals als anstrengendes, zwiespältiges Erlebnis empfunden, eine positive oder als angenehm empfundene Stimmungsveränderung, wie sie bei Drogen üblich ist, ist hier nicht immer gegeben.:S. 8–13.

## Medizinische Nutzung
Ab Mitte der 1950er Jahre, als psilocybinhaltige Pilze im Westen wissenschaftlich erschlossen wurden, bis zur weitgehenden Kontrolle Ende der 60er Jahre wurden vor allem im psychiatrischen Bereich Studien und Therapien mit Psilocybin oder LSD durchgeführt. Einerseits erhoffte man sich ein besseres Verständnis von psychotischem Verhalten: Der Stoff wurde angewandt, um sogenannte Modellpsychosen hervorzurufen, um die Vorgänge während einer Psychose besser verstehen zu können. Anderseits erhoffte man sich, dass sich damit der Psychiater besser in Personen mit Psychosen versetzen könne. Da die Stoffe möglicherweise auch verdrängte Empfindungen und Gedanken offenlegen und bearbeitbar machen könnten, wurden sie ebenfalls in Psychotherapien verwendet. Dies wurde oft als Psycholytische Psychotherapie bezeichnet. Es wurden Versuche mit ersten positiven Ergebnissen durchgeführt, Alkoholkranke zu behandeln. Ab Mitte der 1980er Jahre wurden vereinzelt wieder Studien und Therapien mit Halluzinogenen zugelassen, meist mit Patienten, die auf andere Behandlungsmethoden nicht reagierten. Es fanden Therapien mit Krebskranken im Endstadium statt, um ihnen einen möglicherweise besseren Umgang mit dem Tod zu ermöglichen. Studien untersuchten die Wirkung von Psilocybin bei Depressionen, Migräne und Clusterkopfschmerzen. Im Oktober 2018 hat die Food and Drug Administration (FDA) einer großen Studie über Psilocybin in der Therapie von behandlungsresistenten Depressionen den Status einer Breakthrough Therapy verliehen. Im November 2019 gewährte die FDA dem Psilocybin-Programm des Usona-Instituts Breakthrough Therapy Status für die Behandlung von klinischen Depressionen. Eine Behandlungsresistenz ist hier keine Voraussetzung mehr für den Psilocybin-Einsatz in der Studie. Damit ist der Kreis der Patienten erheblich erweitert, die an der Studie teilnehmen dürfen.

## Betäubungsmittelrecht
Während einige Staaten in den 1960er Jahren begannen, die im Westen populärer werdenden halluzinogenen Substanzen zu verbieten, waren die Stoffe dem internationalen Recht noch unbekannt. Erst durch die 1971 in Kraft getretene Konvention über psychotrope Substanzen der Vereinten Nationen wurden die Wirkstoffe Psilocybin und Psilocin im Westen und weiten Teilen der Welt zu kontrollierten Substanzen erklärt. Der Rechtsstatus der Pilze selbst dagegen wurde und wird jedoch unterschiedlich interpretiert. Dies hängt unter anderem damit zusammen, dass die Pilze geographisch weit verbreitet sind und natürlich wachsen.
In manchen Ländern werden halluzinogene Pilze (entweder spezifische Arten, oder allgemeiner alle Psilocybin enthaltenden Arten) ausdrücklich als kontrollierte Substanz erwähnt, in anderen werden die Pilze einfach als Trägersubstanz für die Wirkstoffe betrachtet. Zum Teil wird Kultivierung und Besitz nur bei missbräuchlicher Verwendung zur Herstellung kontrollierter Substanzen verboten. Manche Länder bestimmten die Legalität danach, ob die Pilze in irgendeiner Art und Weise weiterverarbeitet wurden, getrocknet etc. Teilweise fallen die Pilze unter allgemeine Gesetze, die die Verarbeitung von Organismen zur Produktion psychoaktiver Stoffe generell verbieten. Ob Sporen kontrolliert sind, wird auch in vielen Ländern unterschiedlich gehandhabt. In manchen Ländern bleibt die Rechtsprechung unklar, da es zu wenig Fälle von Gesetzesanwendungen gibt. Die Europäische Beobachtungsstelle für Drogen und Drogensucht bietet eine grobe Übersicht über den (wahrscheinlichen) Rechtsstatus halluzinogener Pilze in der EU.
In den 2000er Jahren fand in einigen EU-Ländern eine Klarstellung oder Verschärfung der gesetzlichen Lage statt.

### Deutschland
Psilocybin ist ein in Anlage I zu § 1 Abs. 1 BtMG genannter Stoff und ein nicht verkehrsfähiges Betäubungsmittel im Sinne des Betäubungsmittelgesetzes, wenn ein Missbrauch zu Rauschzwecken vorgesehen ist (§ 1 Abs. 1 BtMG, Anlage I letzter Spiegelstrich). Handlungen wie Handel, Einfuhr, Veräußerung und Abgabe sind gem. § 29 Abs. 1 BtMG strafbar.
Um einen Missbrauch zu Rauschzwecken auszuschließen, genügt es nicht, dass nur bei dem Angeklagten und deren unmittelbar abnehmenden Großhändlern ein Konsum fernliegt. Vielmehr kommt es auch auf die vom Vorsatz des Täters umfasste Missbrauchsmöglichkeit beim Endabnehmer an.
Seit einer Gesetzesänderung im Sommer 2009 werden als „Stoffe“ im Sinne des BtMG neben Pflanzen ausdrücklich auch Pilze genannt (§ 2 Abs. 1 Nr. 1b BtMG), was dem arzneimittelrechtlichen Stoffbegriff entspricht (§ 3 Nr. 2 AMG). Ob bereits zuvor psilocin- und psilocybinhaltige Pilze unter das BtMG fielen, wurde in Rechtsprechung und Literatur unterschiedlich beurteilt. Die herrschende Auffassung bejahte dies.

### Niederlande
Seit dem 1. Dezember 2008 sind u. a. Verkauf und Besitz von psychoaktiven Pilzen in den Niederlanden verboten. Als Grund für die Gesetzesänderung nannte der Sprecher des Justizministeriums den unbekannten Psilocybingehalt und die daraus resultierende unkalkulierbare Wirkung. Die verbotenen Pilzarten sind Teil der zweiten Liste der Opiumwet (niederländisches Opiumgesetz), zu der auch Rauschmittel wie Haschisch gehören. Das Openbaar Ministerie (niederländische Staatsanwaltschaft) gab bekannt, dass es beim Besitz von bis zu 0,5 Gramm getrockneter Pilze oder 5 Gramm frischer Pilze nicht zur strafrechtlichen Verfolgung kommen werde. Das Verbot betrifft psilocybinhaltige Pilze, während psilocybinhaltige Trüffel und Pilzzuchtsets verkauft werden können. Am 13. September 2019 veröffentlichte die Steuerbehörde der Niederlande die zollrechtliche Kategorisierung und den dazugehörigen Steuersatz für magische Trüffel und hat diese damit als Genussmittel legalisiert.

### USA
In der US-amerikanischen Großstadt Denver wurde im Mai 2019 bei einer Volksabstimmung für die Entkriminalisierung von Psilocybinhaltigen Pilzen gestimmt. Im Juni 2019 hat Oakland als zweite US-amerikanische Stadt, im Januar 2020 Santa Cruz als dritte und im September 2020 Ann Arbor als vierte US-amerikanische Stadt psilocybinhaltige Pilze entkriminalisiert. Im November 2020 stimmten in Washington, D.C 76,3 Prozent der Wähler für eine Entkriminalisierung von Psilocybinhaltigen Pilzen und im Bundesstaat Oregon wurde für die Möglichkeit eines legalen Einsatzes von Psilocybin in einem therapeutischen Kontext gestimmt. Im Jahr 2021 entschieden sich weitere US-Städte für die Entkriminalisierung, unter anderem Detroit, Seattle und Somerville. Während der Wahlen in den Vereinigten Staaten 2022 stimmte der Bundesstaat Colorado für eine Entkriminalisierung von Psilocybin, Psilocin und anderen Psychedelika in einem therapeutischen Kontext.